# Lavaveix-les-Mines
Lavaveix-les-Mines, auf Okzitanisch „La Vavetz“, ist eine Gemeinde  in Frankreich. Sie gehört zur Region Nouvelle-Aquitaine, zum Département Creuse, zum Arrondissement Aubusson und zum Kanton Gouzon.

## Geografie
Auf 396 Metern über Meereshöhe passiert die Départementsstraße D942 die Gemeinde Lavaveix-les-Mines. Diese grenzt im Norden und im Osten an Saint-Pardoux-les-Cards, im Süden und im Südwesten an Saint-Martial-le-Mont und im Nordwesten an Moutier-d’Ahun.

## Geschichte
Die Kirche Saint-Joseph stammt aus dem 19. Jahrhundert.
Bis 1868 hieß die Gemeinde La Vaveix.

### Bevölkerungsentwicklung
| Jahr      | 1962 | 1968 | 1975 | 1982 | 1990 | 1999 | 2008 | 2013 |
| --------- | ---- | ---- | ---- | ---- | ---- | ---- | ---- | ---- |
| Einwohner | 1061 | 1175 | 1043 | 989  | 964  | 838  | 788  | 703  |

## Verkehr
Lavaveix-les-Mines hat einen Bahnhalt an der Bahnstrecke Busseau-sur-Creuse–Ussel und wird im Regionalverkehr von Zügen des TER Nouvelle-Aquitaine bedient.

## Persönlichkeiten
- Marcel Mansat (1924–1996), Fußballspieler

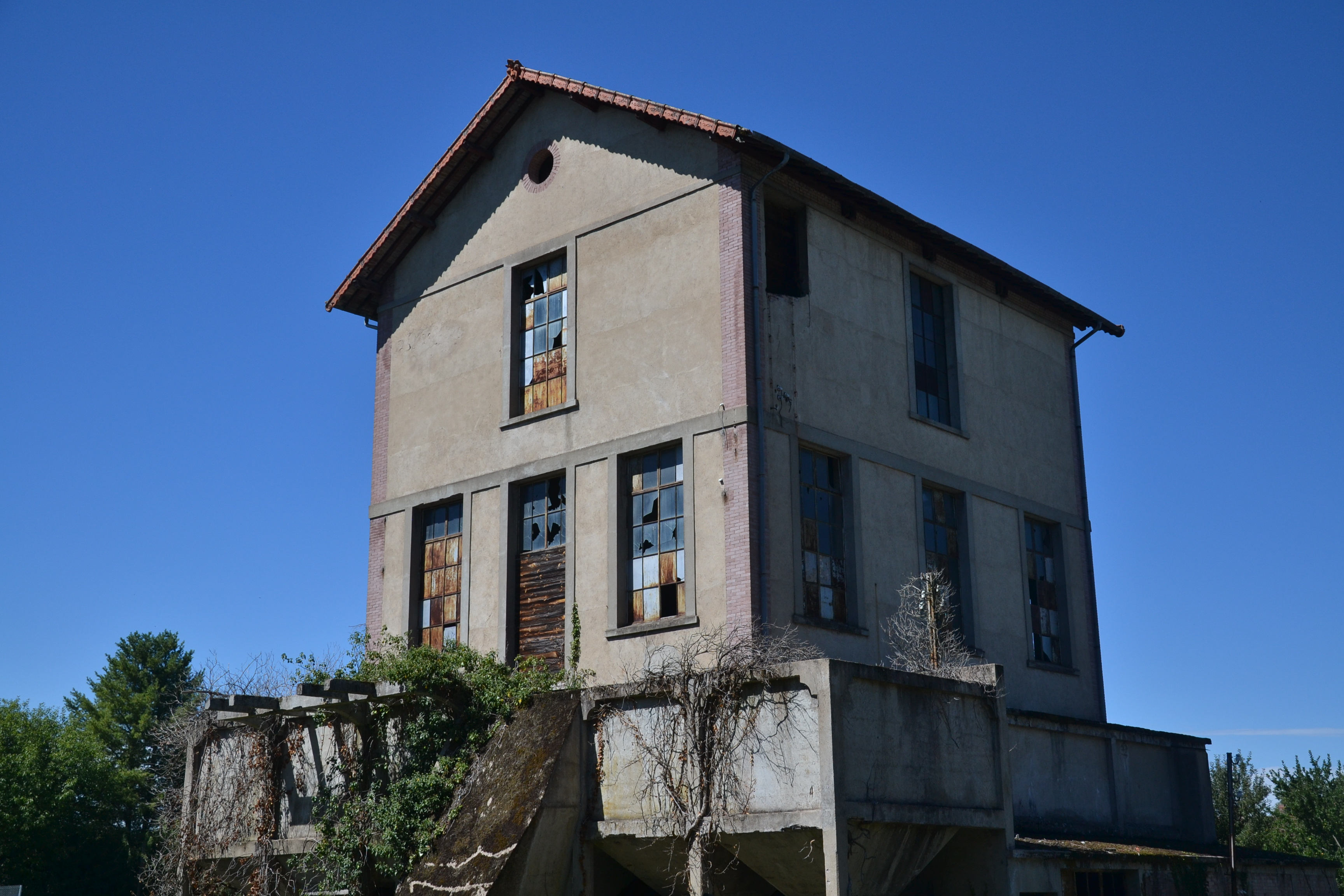
Ehemalige Waschkaue einer Steinkohlenzeche in Lavaveix